# 사하라 난민 캠프

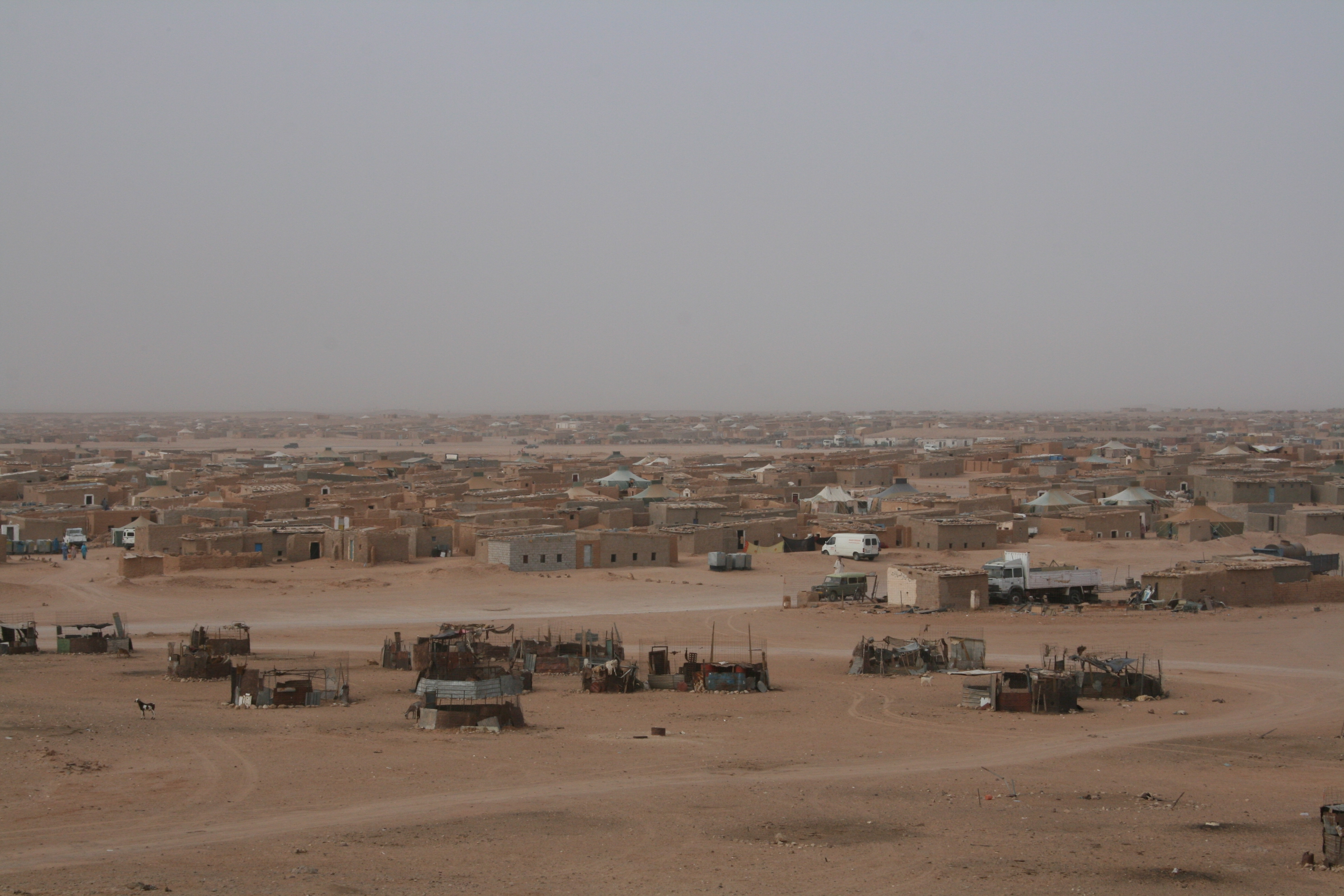

사하라 난민 캠프는 서사하라에서 알제리로 피난간 사흐와리인 난민들을 위해 설치된 난민 캠프로 알제리의 틴두프 주에 있다. 알제리 정부에서는 사하라 난민에게 난민 캠프 내에서 자치를 펼 수 있는 권한을 부여하였다. 사하라 아랍 민주 공화국의 폴리사리오 전선에서 운영한다. 수만명에서 십여만명 정도의 서사하라 난민(사흐와리 난민)들이 난민 캠프에서 거주하고 있다.